# Aegyptianella
Genre
Aegyptianella est un genre de la famille des Ehrlichiaceae.

## Liste des espèces
Ce genre décrit en 1929 a compté jusqu'à neuf espèces différentes mais toutes n'ont pas été validées selon les critères de le Comité international de systématique des procaryotes (ICSP),. Selon LPSN (8 avril 2025), la seule espèce au nom validé est la suivante :
- Aegyptianella pullorum Carpano 1929

### Espèces aux noms «préférés»
Les espèces suivantes sont des espèces du genre Aegyptianella mais dont le nom n'a pas été publié de manière valide selon tous les critères de l'ICSP selon LPSN (8 avril 2025). Leurs noms sont considérés comme les « noms préférés » mais « non corrects ».
- Aegyptianella bacterifera Barta et al. 1989 (isolée de Rana esculenta)
- Aegyptianella botuliformis Huchzermeyer et al. 1992 (isolée d'une Pintade de Numidie)
- Aegyptianella minutus Peirce 1999
- Aegyptianella ranarum Desser 1987 (isolée du genre Rana)

### Anciennes espèces
Certaines espèces décrites autrefois comme appartenant à ce genre, n'en font désormais plus partie pour différentes raisons. La plupart de ces espèces n'avaient été nommées Aegyptianella que sur la base de certaines caractéristiques mais sans avoir été cultivées :
- Aegyptianella anseris détectée chez des oies. Il s'agit probablement d'une A. pullorum.
- Aegyptianella emydis repérée chez une tortue
- Aegyptianella moshkovskii isolée de différentes espèces d'oiseaux sauvages
- Aegyptianella carpani isolée du serpent Naja nigricollis
- Aegyptianella henryi isolée de canards et d'oies. Il s'agit probablement d'une A. pullorum.

## Taxonomie
Le nom correct complet (avec auteur) de ce taxon est Aegyptianella Carpano 1929.
L'espèce type est Aegyptianella pullorum Carpano 1929.

### Étymologie
L'étymologie du nom de genre est la suivante : Ae.gyp.ti.an.el’la. N.L. fem. dim. n. Aegyptianella, nommé d'après l'Égypte d'où a été décrite cette bactérie en 1929; du L. fem. n. Aegyptus.

### Systématique
Historiquement, ce genre a d'abord été classé comme Piroplasme et comme protozoaire. Ensuite, il a été classé comme un stade intra-érythrocytaire de Borrelia anserina. Classé ensuite dans la famille Anaplasmataceae avec les genres Anaplasma, Haemobartonella et Eperythrozoon. Cette famille hétérotypique a été écartée et Aegyptionella fait désormais partie de celle des Ehrlichiaceae.